# Alsterlauf

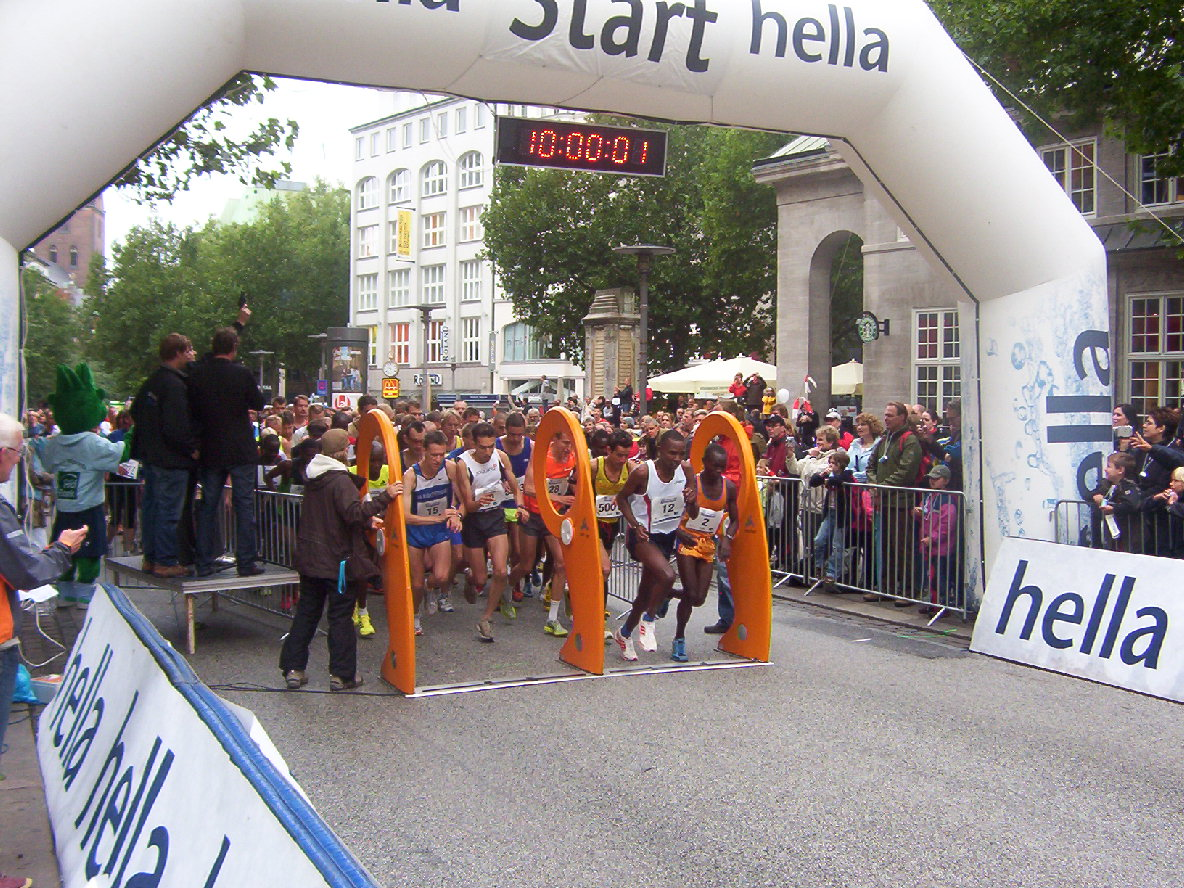
Start zum 20. Internationalen Alsterlauf 2009

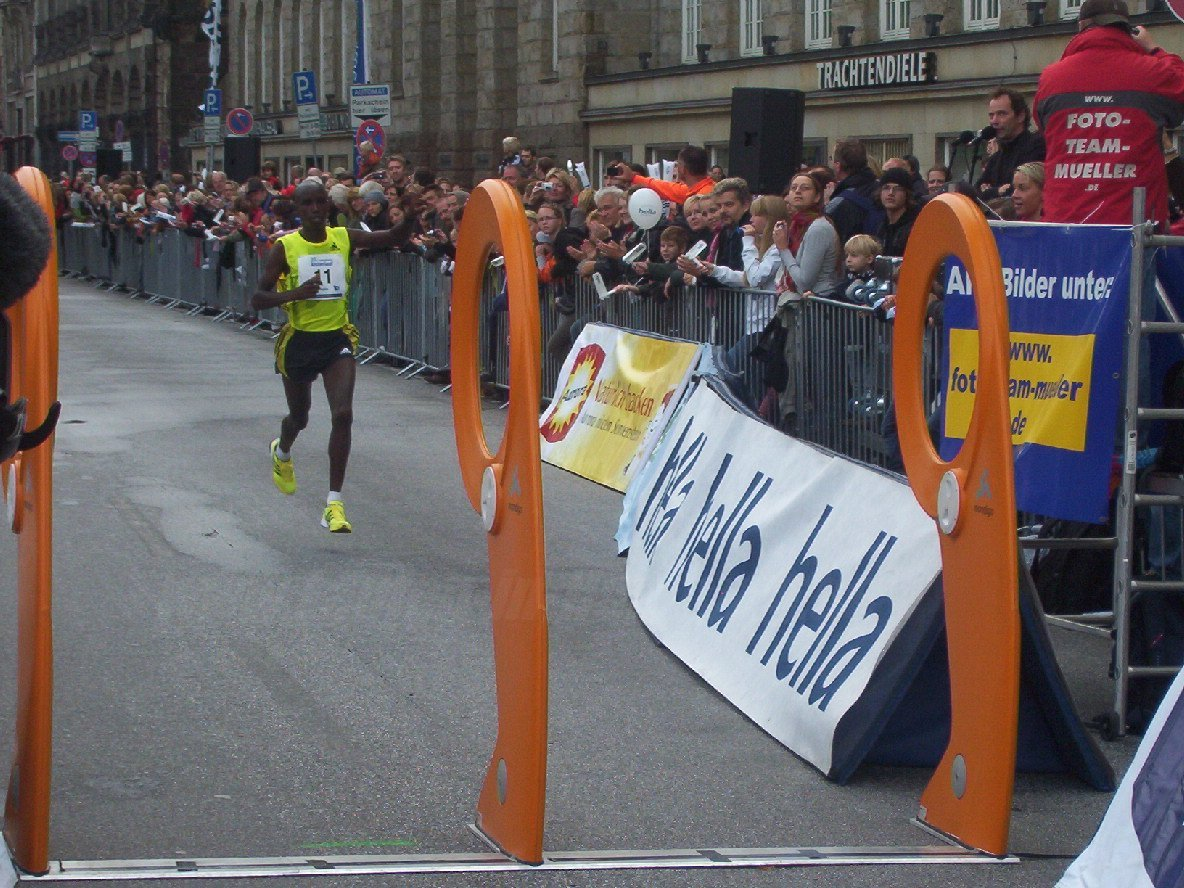
Patrick Kimeli (KEN) gewinnt den 20. Alsterlauf

Der Alsterlauf (seit 2014 BARMER Alsterlauf, bis 2008 Internationaler PSD Bank Alsterlauf) ist ein Volks- und Straßenlauf über 10 km in Hamburg, der seit 1990 ausgetragen wird. Er findet in der Regel Anfang September statt und ist unter anderem nach dem Münchner Stadtlauf und der Berliner City-Nacht mit Tausenden von Teilnehmern, einer der teilnehmerstärksten 10-Kilometer-Läufe in Deutschland. Schon mehrfach wurden im Rahmen des Alsterlaufes die Hamburger Meisterschaften des HLV und Deutschen Hochschulmeisterschaften des adh im 10-km-Straßenlauf ausgetragen. Zum Programm gehört auch ein Schülerlauf über 1,2 km. 
Der Alsterlauf ist nicht mit der früheren Alsterstaffel zu verwechseln, die zwischen 1909 und 2012 als Mannschaftslauf aus Hamburger Sportvereinen ausgetragen wurde.

## Strecke
Die Strecke führt durch die Hamburger Innenstadt sowie rund um Binnen- und Außenalster, ist aber für einen Stadtlauf relativ windanfällig und enthält einige Steigungen, allen voran am Aufstieg Fontenay von der Außenalster sowie an den zahlreichen Alsterbrücken. Die Strecke ist durchgehend asphaltiert und nach den Richtlinien der IAAF exakt vermessen.
Wegen der Vielzahl der Teilnehmer erfolgt häufig ein Dualstart aus der Mönckebergstraße und der Steinstraße. Die Läufer umrunden die Außenalster entgegen dem Uhrzeigersinn. Das Ziel befindet sich derzeit auf dem Ballindamm.

## Geschichte
Der Lauf wurde 1990 im Rahmen des Alstervergnügens erstmals ausgetragen. Auf Initiative des Fernsehmoderators Carlheinz Hollmann gründeten drei Leichtathleten des Hamburger SV (Michael Barkowski, Detlev Matzen und Karsten Schölermann) eine Gesellschaft bürgerlichen Rechts (BMS Sportveranstaltungs GbR), die noch heute die Veranstaltung organisiert, mittlerweile als GmbH, die auch eine Reihe weiterer Laufveranstaltungen in Hamburg und Norddeutschland ausrichtet und zum Teil von den bis dato austragenden Vereinen übernommen und kommerzialisiert hat.
2007 fand der Lauf erstmals eigenständig ohne Ankoppelung an das Alstervergnügen statt.
Im Jahr 2016 war der Alsterlauf Austragungsort der Deutschen Straßenlaufmeisterschaften 10 km 2016. Deutsche Meister wurden Florian Orth (28:59 min; LG Telis Finanz Regensburg) und Melat Yisak Kejeta (33:19 min; PSV Grün-Weiß Kassel).
Der Alsterlauf ist eines von drei Wertungsrennen zum Laufcup Hamburg, der seit 2000 ausgetragen wird. Die weiteren Wertungsläufe sind das Airport Race (10 Meilen) und der Volkslauf durch das schöne Alstertal (Halbmarathon). Alle drei Läufe finden zwischen Ende August und Ende September statt.

## Statistik

### Siegerliste
Quellen: Website des Veranstalters, ARRS
| Datum             | Männer                      | Nation      | Zeit  | Frauen                        | Nation      | Zeit  |
| ----------------- | --------------------------- | ----------- | ----- | ----------------------------- | ----------- | ----- |
| 1. Sep. 2024      | Abdelhadi Labali            | Marokko     | 28:58 | Caroline Balduhn              | Deutschland | 36:31 |
| 3. Sep. 2023      | Calistus Kimtai Kitoo       | Kenia       | 28:10 | Purity Kajuju Gitonga         | Kenia       | 30:56 |
| 4. Sep. 2022      | Simon Dudi Ekidor           | Kenia       | 29:07 | Purity Kajuju Gitonga         | Kenia       | 31:14 |
| 5. Sep. 2021      | Yannick von Soosten         | Deutschland | 31:24 | Michelle Schaub               | Schweiz     | 35:36 |
| 1. - 6. Sep. 2020 | Dennis Mehlfeld             | Deutschland | 33:35 | Miriam Bruns                  | Deutschland | 42:37 |
| 8. Sep. 2019      | Charles Juma Ndiema         | Kenia       | 28:33 | Caroline Gitongo Makandi      | Kenia       | 32:19 |
| 9. Sep. 2018      | Emmanuel Bor                | Kenia       | 28:34 | Agnes Keino                   | Kenia       | 32:41 |
| 10. Sep. 2017     | James Kibet                 | Kenia       | 28:30 | Mary Munanu                   | Kenia       | 31:20 |
| 11. Sep. 2016     | Kalipus Lomwai              | Kenia       | 28:15 | Antonina Kwambai              | Kenia       | 31:52 |
| 6. Sep. 2015      | Geoffrey Koech              | Kenia       | 28:29 | Margaret Muringi              | Kenia       | 33:29 |
| 7. Sep. 2014      | Andrew Ben Kimotai          | Kenia       | 28:24 | Rose Chelimo                  | Kenia       | 32:05 |
| 8. Sep. 2013      | Richard Kiprop Mengich -2-  | Kenia       | 28:56 | Cynthia Kosgei -2-            | Kenia       | 32:34 |
| 9. Sep. 2012      | Richard Kiprop Mengich      | Kenia       | 28:17 | Cynthia Kosgei                | Kenia       | 32:28 |
| 11. Sep. 2011     | Daniel Chebii -2-           | Kenia       | 28:32 | Caroline Chepkwony -2-        | Kenia       | 32:49 |
| 12. Sep. 2010     | Daniel Chebii               | Kenia       | 28:33 | Caroline Chepkwony            | Kenia       | 32:44 |
| 6. Sep. 2009      | Patrick Kiprono Kimeli      | Kenia       | 29:13 | Pauline Githuka               | Kenia       | 34:26 |
| 14. Sep. 2008     | Daniel Mukche               | Kenia       | 28:19 | Anitha Jepchumba Kiptum -2-   | Kenia       | 32:16 |
| 9. Sep. 2007      | Wilson Kipsang              | Kenia       | 28:45 | Anitha Jepchumba Kiptum       | Kenia       | 32:12 |
| 3. Sep. 2006      | Stanley Kipkosgei Salil -2- | Kenia       | 29:21 | Emmah Muthoni Kiruki          | Kenia       | 33:02 |
| 4. Sep. 2005      | Stanley Kipkosgei Salil     | Kenia       | 28:28 | Dorota Ustianowska            | Polen       | 33:42 |
| 29. Aug. 2004     | James Kiplagat Kosgei -2-   | Kenia       | 28:53 | Susanne Hahn                  | Deutschland | 34:03 |
| 31. Aug. 2003     | James Kiplagat Kosgei       | Kenia       | 28:44 | Dorte Vibjerg                 | Dänemark    | 32:42 |
| 1. Sep. 2002      | Francis Kirwa               | Kenia       | 29:21 | Gitte Karlshøj -2-            | Dänemark    | 33:02 |
| 2. Sep. 2001      | Daniel Kiprugut Too         | Kenia       | 28:55 | Gitte Karlshøj                | Dänemark    | 33:06 |
| 3. Sep. 2000      | Amon Kipruto Tanui          | Kenia       | 29:52 | Liliana Ribeiro Hünerberg -2- | Brasilien   | 34:36 |
| 29. Aug. 1999     | Zbigniew Murawski           | Polen       | 29:36 | Liliana Ribeiro Hünerberg     | Brasilien   | 34:21 |
| 1998              | Sándor Serfözö -2-          | Ungarn      | 29:56 | Anikó Kálovics -3-            | Ungarn      | 32:52 |
| 1997              | Sándor Serfözö              | Ungarn      | 29:57 | Anikó Kálovics -2-            | Ungarn      | 34:00 |
| 1996              | Zoltán Kadlót               | Ungarn      | 30:21 | Anikó Kálovics                | Ungarn      | 35:39 |
| 1995              | Daniel Rono                 | Kenia       | 30:18 | Lornah Kiplagat               | Kenia       | 33:33 |
| 1994              | Paul Wilson                 | Australien  | 29:32 | Zita Ágoston                  | Ungarn      | 34:34 |
| 1993              | Andrew Eyapan               | Kenia       | 29:28 | Margaret Ngotho               | Kenia       | 33:36 |
| 1992              | Péter Jáger                 | Ungarn      | 30:02 | Petra Liebertz                | Deutschland | 35:54 |
| 1991              | József Bereczki             | Ungarn      | 30:29 | Kerstin Herzberg              | Deutschland | 33:39 |
| 1990              | Detlef Schwarz              | Deutschland | 31:55 | Meike Wirdemann               | Deutschland | 37:33 |